# Sean O'Sullivan
Sean O'Sullivan (Tower Hamlets, 29 de abril de 1994) es un jugador de snooker inglés.

## Biografía
Nació en el municipio inglés de Tower Hamlets en 1994. Es jugador profesional de snooker desde 2012, aunque se ha caído del circuito profesional en varias ocasiones y ha tenido que recuperar su plaza. No se ha proclamado campeón de ningún torneo de ranking, y su mayor logro hasta la fecha fue alcanzar los octavos de final del Abierto de Escocia de 2016, en los que cayó derrotado (3-4) ante Yu Delu. Sí ha logrado hilar una tacada máxima, que llegó en un partido de las rondas clasificatorias del Masters de Europa de 2023 que disputó ante Barry Hawkins.